# Salto mortale (romanzo)
Salto mortale è un romanzo di Luigi Malerba del 1968. Il romanzo ha vinto il Prix Médicis per il miglior romanzo straniero nel 1970.

## Trama
La voce narrante del romanzo (che si compone di trentotto brevi capitoli) è quella di «Giuseppe detto Giuseppe», in continuo dialogo, talvolta anche polemico, con il proprio alter ego, dal quale si separa alla conclusione dell'opera. Lo spazio in cui si svolge la vicenda è rappresentato dalla Pianura di Pavona, nei pressi di Roma, una «tabula rasa» percorsa in lungo e in largo dal narratore e di volta in volta riempita dalle sue ossessioni e proiezioni oniriche. In una delle sue peregrinazioni alla ricerca di metalli, Giuseppe (che di mestiere fa il robivecchi) trova in mezzo a un prato, presso la Torre Medievale, un cadavere con la gola tagliata. Da qui, cioè dall'indagine privata condotta dal protagonista, parallela a quella della polizia, scaturisce l'esile trama del romanzo, alla quale sono inframmezzate digressioni di ogni genere. Il primo a entrare nella lista degli indiziati, tutti di nome Giuseppe, è il macellaio di Pavona, che scambia l'improvvisato investigatore per un prete travestito, deciso a convertirlo. In seguito, allorché si viene a sapere che la polizia è alla ricerca di un uomo con una bicicletta nera (oggetto posseduto anche dal protagonista, che sente la necessità di scagionarsi), i sospetti cadono sul «demoscatore» di Albano, un individuo ossessionato dallo sterminio delle mosche. Ancora la bicicletta nera fa spostare l'attenzione prima su un vecchio, poi sul bagnino di uno stabilimento del Lido di Lavinio, il quale racconta a Giuseppe detto Giuseppe una storia che altro non è se non un episodio dell'Eneide. Risulta difficile stabilire fino a che punto i personaggi indagati siano figure effettive e non proiezioni dell'io narrante, il quale si identifica, a tratti, con l'assassino e persino con il morto.
Da un certo momento in poi, ha inizio una serie di morti che coinvolge tutti coloro che erano stati precedentemente indagati: ciascuno di essi perde la vita in circostanze oscure, tanto che non si sa se si tratti di suicidio, di omicidio o di un semplice incidente. Così, il macellaio affoga «in venti centimetri d'acqua» nel Fosso dei Preti; il «demoscatore» cade con la bicicletta dal ponte di Ariccia, mentre il bagnino rimane carbonizzato nel tentativo di incendiare una macchia di nafta che minaccia la spiaggia. Il protagonista - il quale più volte immagina di essere in pericolo, sotto il tiro di un assassino appostato dietro qualche cespuglio - si forma la convinzione che dietro questa catena di delitti si celi una grande organizzazione criminale, i cui scopi restano imperscrutabili.
Parallelamente alla vicenda appena esposta, si sviluppa il rapporto con una donna, il cui nome cambia continuamente (da Rosa a Rosmunda, da Rossana a Rosalba, e così via). Con lei, che stranamente lo allatta, il protagonista discute l'evoluzione delle indagini, condivide alcune divagazioni (come quella sul puma, che immediatamente trasforma la Pianura di Pavona nella foresta americana) e mette in scena un bizzarro «gioco erotico cinese». A un tratto, la donna gli svela che il ragazzo che le porta il latte, di nome Giuseppe, è il loro figlio: rivelazione che non sembra turbare eccessivamente il protagonista. Il narratore fa continue divagazioni, sovente provviste di una base scientifica o pseudoscientifica, che si dipanano a partire da un elemento minimo, amplificato a dismisura: per esempio, il desiderio di essere un uccello dà luogo a un ragionamento sugli incidenti aerei, mentre una cicatrice sul collo costituisce lo spunto per una digressione sul taglio della testa e sul libero vagare dei pensieri per l'aria. In altri casi, l'immaginazione prende le mosse da un problema fortemente radicato nel reale - come l'inquinamento atmosferico delle grandi città - per risolverlo tuttavia sul piano dell'assurdo, nella fattispecie con il progetto di convogliare, attraverso enormi condutture, l'aria dal mare e dalla montagna. E l'intero romanzo è pervaso dal senso di una oscura minaccia, di una macchinazione su vasta scala che pesa sul mondo.

## Storia editoriale
Il romanzo ha conosciuto un notevole successo di critica all'estero: nello stesso 1968 è stato tradotto in francese; sono seguite altre traduzioni in inglese, in polacco e in rumeno.

## Analisi
Salto mortale si presenta in forma di interrogatorio con il fine di scoprire l'autore di un delitto. L'opera è ambientata vicino a Roma. Camminando in un prato il protagonista, Giuseppe, un venditore di metalli, si imbatte nel cadavere di un uomo e decide di condurre un'indagine parallela a quella della polizia. Potrebbe essere l'avvio del più classico libro giallo, la cui logica, fatta di indizi sempre più stringenti, sembra caratterizzare la trama. Ma a poco a poco il lettore si rende conto che ogni dato apparentemente acquisito viene smentito, ogni scoperta si rivela fallace, ogni supposizione contraddetta.
La novità dell'impianto narrativo sta, per così dire, nella costruzione di un giallo sul giallo. Il giallo si compie dentro la storia narrata, nell'ossessiva ricerca del protagonista di cogliere i risvolti reali o irreali dei fatti e del lettore di sviluppare una propria inchiesta personale.

## Edizioni
- Luigi Malerba, Salto mortale, Einaudi, 1985,  p. 192, ISBN 88-06-57521-X.